# Kamerad Hedwig
Kamerad Hedwig ist ein deutscher Spielfilm aus dem Jahre 1945. Unter der Regie von Gerhard Lamprecht spielt Luise Ullrich die Titelrolle. Der Film wurde nicht mehr freigegeben und im Kino aufgeführt.

## Handlung
Seit einem Jahr ist Hedwig Schulz nunmehr Witwe. Ihr Mann, der Lokomotivführer Mathias Schulz, kam bei einem Unfall ums Leben. Mit ihrem noch minderjährigen Sohn Werner zieht sie zu ihrem Schwiegervater, einem Blockstellenleiter, und führt ihm den Haushalt. Mit der Tätigkeit einer Reichsbahngehilfin verdient sie sich ab sofort ein wenig Geld hinzu. Nach und nach überwindet Hedwig ihre schwere Trauer, die sie zuletzt übermäßig im Griff hatte. In Fritz Beier, wie ihr verstorbener Mann Lokomotivführer, lernt sie einen anständigen, deutlich älteren Kollegen kennen, der bald um ihre Hand anhält. Seinen vier mutterlosen Kindern will sie ein guter Mutterersatz sein. Wenig später trifft auf der Station Mathias‘ Bruder Karl ein, der für einen erkrankten Kollegen einspringen soll. In ihm erkennt Hedwig in mehrfacher Hinsicht Mathias wieder und wird in seiner Nähe zunehmend unruhig. Karl ergeht es nicht sehr viel anders, er ist aber zutiefst enttäuscht, als er von der bevorstehenden Hochzeit zwischen Hedwig und Fritz hört.
Eines Tages rettet Karl Hedwigs Sohn in letzter Sekunde vor einem herannahenden Schnellzug. Die emotionale Spannung zwischen Karl und Hedwig wird daraufhin derart intensiv, dass Karl beschließt, schnellstmöglich das Terrain wieder zu verlassen. Um nicht weiter in Versuchung zu geraten, bittet er sogar den Kollegen Beier, die geplante Hochzeit vorzuverlegen. Schließlich können Hedwig und Karl nicht länger ihre Gefühle füreinander verbergen. Er drängt sie, Fritz von ihnen beiden zu erzählen, doch Hedwig vermag es nicht, dem anständigen Bräutigam in spe das Herz zu brechen. Und so erfährt Fritz Beier aus zweiter Hand von dem Techtelmechtel zwischen Hedwig und Karl. Als Fritz Hedwig zur Rede stellen will, trifft er nur auf Karl, der ihm die ganze Wahrheit erzählt. Beide beginnen sich zu prügeln. Als Fritz anschließend endlich die Auseinandersetzung mit Hedwig sucht, findet er sie bei einem Notfalleinsatz: Hedwig ist gerade dabei, einen brennenden Güterwaggon von den restlichen abzukoppeln, um eine Katastrophe zu verhindern. Fritz hilft ihr und bringt sich dabei selbst in Lebensgefahr. Nach getaner Arbeit gibt er Hedwig für Karl frei.

„Kamerad Hedwig (Luise Ullrich), als tapfere Reichsbahngehilfin im totalen Kriegseinsatz, hat ein drohendes Unheil verhütet. Sie gab das rettende Signal, das einen Zug in letzter Minute vor dem auf die Schienen gestürzten Baum zum Halten brachte. Dann eilt sie laut rufend dem in den Bremsen knirschenden Zug entgegen.“

## Produktionsnotizen
Die Dreharbeiten (Außenaufnahmen) zu Kamerad Hedwig begannen am 6. September 1944 und endeten am 15. November 1944. Außenaufnahmen/Bahnhofsszenen wurden in Thüngersheim/Kreis Würzburg gedreht. Atelieraufnahmen schlossen sich im Frühjahr 1945 an. Bei Kriegsende war der Film bis auf zehn Drehtage abgedreht. Eine Uraufführung hat es nicht gegeben. Zum Jahresende 1944 wurde die Fertigstellung auf den 31. Mai 1945 prognostiziert. Die Gesamtkosten wurden auf rund 1,25 Millionen RM geschätzt.
Die Bauten entwarf Herbert Kirchhoff, dessen erste eigenständige Filmarchitektur dies war. Herstellungsgruppenleiter Karl Ritter war auch Herstellungsleiter.
Der Film zeigt einige der letzten Aufnahmen der bis dahin unzerstörten Stadt Würzburg, die am 16. März 1945 Opfer eines schweren Bombenangriffs britischer RAF-Kampfverbände wurde. Die nahezu zeitgleich vor Ort in Würzburg arbeitenden Drehteams der UFA und der Terra (Wir beide liebten Katharina) waren in ein und demselben Hotel untergebracht.
In Kamerad Hedwig griff der reichsdeutsche Spielfilm „zum letzten Mal das Thema der berufstätigen Frau“ auf.
Eine 44 Minuten (1.190 m) lange Fassung des Films befindet sich im analogen Bestand der Friedrich-Wilhelm-Murnau-Stiftung.

## Kritik
Da der Film keine Aufführung erlebte, existieren auch keine Kritiken.